# Direct Aero Services
Direct Aero Services -- колишня румунська чартерна авіакомпанія, що базується в Бухаресті . Він базувався в аеропорту Бухарест-Баняса . У 2012 році вона змінила назву на Romstrade Logistic Expres.
Romstrade Logistic Express призупинила діяльність, а її сертифікацію було скасовано 7 березня 2013 року.

## Напрямки польотів
Direct Aero Services здійснювала дзвінки в такі місця:
- Арад
- Бухарест
- Крайова
- Тульча

## Флот
Парк Direct Aero Services складається з наступних машин (станом на 30 листопада 2010 року)  :
- Saab 340 A - 3 шт
- Eurocopter EC120 Colibri - 1 шт
- Eurocopter EC135 - 1 шт
- Cessna Citation Mustang - 2 шт
- Cessna 206 - 1 шт

## Виноски
1. ↑  Direct Aero Services Fleet (англ.).